# Alexander H. Stephens
Alexander Hamilton Stephens (11 de fevereiro de 1812 — 4 de março de 1883) foi um advogado e político norte-americano pelo estado da Geórgia. Foi vice-presidente dos Estados Confederados (1861-1865) durante a Guerra Civil Americana, ele foi também representante norte-americano e 50° governador do estado da Geórgia 1882 até sua morte em 1883.
De acordo com Bruce Catton, ele foi dado como um dos nomes mais inesquecíveis já usados por um político americano: "A Estrela pouco pálida da Geórgia".

## Biografia
Alexander H. Stephens nasceu em 11 de fevereiro de 1812. Seus pais eram Andrew Baskins Stephens e Margaret Grier, que se casaram em 1807.
Os Stephens viviam em uma fazenda perto da atual Crawfordville, no Condado de Taliaferro, Geórgia. Na época do nascimento de Alexander Stephens, a fazenda era parte do Condado de Wilkes. O Condado de Taliaferro foi fundado em 1825 a partir de área dos municípios de Greene, Hancock, Oglethorpe, Warren, e Wilkes.
Graduado pela Universidade da Geórgia, se tornou um advogado muito bem sucedido em seu estado. Logo expandiu as terras de sua família e adquiriu novos escravos para trabalhar, tornando-se assim muito rico.
Em 1843 foi eleito para o Congresso dos Estados Unidos, onde serviu até 1859. Era, inicialmente, membro de partidos nacionalistas como os Whigs e os Constitucionalistas. Em 1855, se filiou ao Partido Democrata. De início, era considerado um moderado, mas logo tomou uma postura pró-escravidão fortíssima e defensor dos direitos dos estados de regularem seus assuntos internos.
Na década de 1850, se tornou envolvido na crise política que precipitaria a guerra civil entre o Norte e o Sul.
Fervoroso defensor da escravidão e das tradições sulistas, Stephens defendeu a secessão da Geórgia da União após a eleição de Abraham Lincoln para a presidência dos Estados Unidos. Em fevereiro de 1861 foi apontado vice-presidente da Confederação. Em 21 de março do mesmo ano, na cidade de Savannah, Geórgia, deu seu discurso mais famoso onde afirmou que "o negro não é igual ao homem branco; a escravidão, subordinação a raça superior, é sua condição normal e natural".

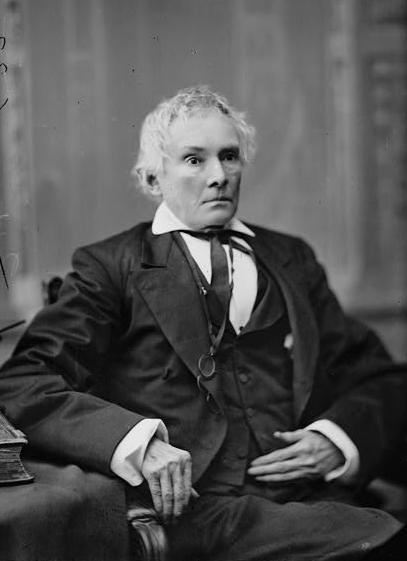
Alex Stephens perto do fim de sua vida.

Stephens sabia da superioridade em números e armas do Norte e por isso aconselhou cautela ao governo confederado, para dar tempo para o sul preparar suas forças. Apesar de leal ao seu presidente, Jefferson Davis, ele passou a contestar várias de suas políticas de guerra, de economia e suspensão de direito de habeas corpus.
Apesar de ser um grande defensor da causa do Sul e fanático apoiador dos ideais da Confederação, Alexander Stephens também era pragmático e em 1865, vendo a derrota iminente do seu lado na guerra, exortou o governo de Davis a tentar uma solução negociada e buscar a paz. O presidente confederado, contudo, junto com seu gabinete, favorecia uma luta até a morte.
Em fevereiro de 1865, com a Confederação a beira do colapso, foi um dos três comissários enviados para Hampton Roads, Virgínia, para ouvir os termos do Norte para a cessão das hostilidades. O governo federal da União em Washington, D.C. exigia a rendição incondicional. Sem sucesso, retornou para o sul, frustrado com as políticas de ambos os lados.
Em 11 maio de 1865, dois dias após a rendição formal do Sul, Alexander Stephens é preso por tropas do norte na sua cidade natal de Crawfordville. Ele foi libertado em outubro. No ano seguinte foi eleito para o Senado pela Geórgia. Em 1882 virou governador do seu estado. Faleceu no ano seguinte na cidade de Atlanta.